# I Sommersol og Blæst
I Sommersol og Blæst er en dansk dokumentarisk optagelse fra 1939.

## Handling
DSU er med i valgkampen op til Rigsdagsvalget 3. april 1939. Valgkamp i gården og på gaden. Valgmøde med forbundsformand Aksel Olsen og landbrugsminister Kristen Bording. Billeder fra forskellige socialdemokratiske bygninger. Livet i DSU. Møder og studiekredse. 
Sommeren 1939: Lejrliv i Sønderjylland. Instruktionslejren i Åbenrå. Sang og sportsaktiviteter. Spisning. Opvask. Rigsdagsmedlem I.P. Nielsen besøger lejren. Rundtur i Sønderjylland. Videre til sommerlejren ved Holstebro. Hartvig Frisch taler ved friluftsmøde, Sønderborg Mandolinorkester spiller.
Filmen er optaget på foranledning af D.A.F.'s og D.s.U.'s permanente landarbejderudvalg.